# 共に市民党
共に市民党（ともにしみんとう、韓国語: 더불어시민당）は、かつて短期間存在した韓国の政党である。2020年3月8日に市民のために（しみんのために、韓国語: 시민을위하여）という党名で発足、同年3月18日に共に市民党へ改名、同年5月13日に共に民主党へ吸収される形で解散し消滅した。

## 概説
発足当初は、文在寅大統領を支持する人々が国政選挙の比例代表制で議席を確保する為に結成した政党で、文在寅政権や与党の共に民主党（以下、民主党）とは組織的な関連性が無かった。だが、民主党が選挙対策を変更して比例代表への立候補に特化した新政党を必要としたため、途中から民主党へ比例代表で選挙協力する政党となった。両党の選挙協力は2019年に改正された公職選挙法の新制度を無力化する面があった為、脱法的な政党という批判的な意味合いから韓国のマスメディアは共に市民党を「衛星政党」と表現する場合もあった。

## 歴史

### 共に民主党の方針転換
韓国では、文在寅政権が国会に上程した公職選挙法の改正案が2019年12月27日に可決され、第21代総選挙から比例代表を「準連動型比例代表制」と呼ばれる新しい制度で配分することになった。新しい制度では、比例代表47議席のうち30議席を「連動型比例代表制」（連動率50％）によって配分する。配分方法は、各党の小選挙区当選者数と政党得票率を公選法第189条の定める計算式に当てはめて算出するもので、政党得票率と比して小選挙区の獲得議席数が少なかった場合、政党得票率に見合った総議席数を保証する仕組みとなっている。
連動型比例代表制の議席配分方法は少選挙区で獲得した議席の数が多い政党に不利となる制度であるため、公選法改正案に強く反対していた自由韓国党（2020年2月17日に未来統合党へ改組）は連動型比例代表制を形骸化させる手段として比例代表に特化した衛星政党を分党する方策を採り、2020年2月5日に未来韓国党を分党した。公選法改正案に賛成した民主党は当初、自由韓国党の動きを「潔くない投票洗浄行為」と批判していたが、同時に党内では「このままでは最悪の場合10議席以上損をする」と現状を憂慮する声も少数意見として挙がった。そして、総選挙への準備を進める中で 曹国の不正発覚や経済政策の不振を理由とした中道層の支持離れや若年支持層の離反が懸念されると、民主党は「国会第1党死守」のために3月に入ってから従来の方針を覆して比例代表に特化した政党の活用を模索するようになった。
比例政党の設置に際し、一時は民生党や緑色党との連携も模索されたが、民主党は3月17日に文在寅を支持するプラットフォーム政党「市民のために」を連携先とすることを決定した。

### 共に市民党の結成と選挙協力
一方のプラットフォーム政党「市民のために」は、ソウル大学校教授の禹希宗と建国大学校教授の崔培根を共同代表として2020年3月2日に結成宣言を出し、他党との連合を前提とする政党として3月8日に結党された。結党直後は正義党との連携も模索していたが、3月17日に文在寅大統領の与党である共に民主党、及び群小政党の基本所得党や時代転換、行こう環境党、行こう平和人権党と連携することを決め、同日中に各党を協約書を調印した。これを受け、「市民のために」は3月18日に党名を「共に市民党」（市民党）へと変更し、併せて総選挙の公認候補選出を各党と共同で進めていった。そして3月23日に比例候補34名が発表されたが、その内訳は民主党から20名、市民党からの推薦者が12名、基本所得党と時代転換から各2名となり、行こう環境党と行こう平和人権党は比例公認から脱落した。
その後、比例公認から脱落した行こう平和人権党は比例党連合を離脱した。
民主党と市民党の共闘決定により、正義党や緑色党といった韓国の進歩系少数派政党は支持率が軒並み急落し、選挙戦を闘う上で致命的な打撃を受けた。そのため、 曹国の擁護等で共に民主党よりの論陣を張った左派系新聞のハンギョレも、民主党と市民党の共同について自社のコラムで「政治の退行」であり「選挙法を無力化する行為」であると批判をしている。
市民党は4月1日に選挙公約を発表したが、その内容が民主党の公約と全く同じであると批判を浴びた為、発表から半日も経たずに公約の修正を迫られた。また、母体政党と比例政党は選挙法上別の政党として共同運動が禁止されているにもかかわらず、民主党と市民党は様々な手法を駆使し実質一つのチームとして選挙運動を行った為、中央選挙管理委員会から警告を受けた。

### 選挙結果と政党解散
2020年4月15日、予定通り実施された第21代総選挙の比例代表制で未来韓国党の19議席（得票率33.84%）に次ぐ17議席（得票率33.35%）を獲得し、民主党、未来統合党、未来韓国党に次ぐ国会第4党となった。総選挙直後の4月20日、民主党は市民党と統合する方針を明らかにし、5月12日に統合に関する党員投票を行い賛成多数で可決された。そして翌13日に両党合同会議で両党指導部が統合に合意し、市民党は民主党へ吸収される形で解散した。なお、基本所得党と時代転換から参加して当選した2人については、議員職を維持するために合同に先立つ12日に除名措置がとられた後、元いた政党に復党した。

## 党指導部
初代指導部
- 共同代表
  - 禹希宗
  - 崔培根
- 最高委員
  - 保坂祐二（日系韓国人）
  - チョ・ミンヘン（조민행）
  - チョン・ドサン（정도상）
  - グ・ボンギ（구본기）
  - ソ・デウォン（서대원）

## 選挙結果
| 代     | 年月日        | 議席数と 政党得票率 | 議席数と 政党得票率 | 議席数と 政党得票率 | 議席数と 政党得票率 | 備考                     |
| 代     | 年月日        | 合計                | 地域区              | 比例区              | 政党 得票率         | 備考                     |
| ------ | ------------- | ------------------- | ------------------- | ------------------- | ------------------- | ------------------------ |
| 第21代 | 2020年4月15日 | 17                  | -                   | 17                  | 33.35%              | 比例代表のみに候補者擁立 |